# 위철환
위철환(魏哲煥, 1958년 ~ )은 대한변호사협회 회장(2013.02~2015.02)을 지낸 대한민국의 법조인이다.
서울교육대학을 졸업 후 6년간 초등학교 교사 생활을 하면서 성균관대학교 법대 야간에 편입했고 1986년 28회 사법시험에 합격했다. 사법연수원 수료 후 1989년 경기도 수원시에서 변호사로 개업해 활동해왔다.
대한변호사협회 61년 역사상 처음으로 전국 변호사들의 직선제로 치러진 2013년 1월 21일 변협회장 선거에서 대한변호사협회 회장에 당선됐다.

## 학력
- 중동고등학교 야긴반
- 서울교육대학교
- 성균관대학교 법학과

## 경력
- 제28회 사법시험 합격(사법연수원 18기 수료)
- 사회복지공동모금회 부회장
- 언론중재위원회 경기중재부 위원
- 수원지방법원 조정위원회 수석부회장
- ~ 2015년 4월 수원FC 이사장
- 2009년 2월 제18대 수원지방변호사회 회장
- ~ 2013년 2월 제19대 경기중앙지방변호사회 회장
- 2011년 2월 ~ 2013년 2월 대한변호사협회 부협회장
- 2011년 4월 ~ 언론중재위원회 감사
- 2013년 2월 ~ 2015년 2월 제47대 대한변호사협회 회장
- 2023년 1월 ~ 더불어민주당 윤리심판원 원장